# 第63回有馬記念
第63回有馬記念（だい63かいありまきねん）は、2018年12月23日に中山競馬場で施行された競馬の競走である。
ブラストワンピースが優勝。鞍上の池添謙一は、同一レース最多勝利記録を更新する4勝目を記録した。

## ファン投票の結果
11月18日から12月3日までファン投票が行われ、11月23日に第1回中間発表、11月30日に第2回中間発表、12月7日に最終発表が行われた。最終の有効投票総数は1,386,468票だった。
以下の表において出走馬は灰色の枠で表示する。
- 最終順位上位20頭[3]

| 最終順位 | 馬名               | 性齢 | 第1回  | 第1回 | 第2回  | 第2回 | 最終    | 出否 |
| 最終順位 | 馬名               | 性齢 | 票数   | 順位  | 票数   | 順位  | 票数    | 出否 |
| -------- | ------------------ | ---- | ------ | ----- | ------ | ----- | ------- | ---- |
| 1位      | レイデオロ         | 牡4  | 33,346 | 1     | 75,257 | 1     | 110,293 | 出走 |
| 2位      | アーモンドアイ     | 牝3  | 33,175 | 2     | 74,054 | 2     | 105,561 | 回避 |
| 3位      | オジュウチョウサン | 牡7  | 30,273 | 3     | 69,127 | 3     | 100,382 | 出走 |
| 4位      | スワーヴリチャード | 牡4  | 27,612 | 4     | 61,345 | 4     | 89,456  | 回避 |
| 5位      | サトノダイヤモンド | 牡5  | 22,117 | 6     | 52,823 | 5     | 78,204  | 出走 |
| 6位      | キセキ             | 牡4  | 17,649 | 7     | 44,628 | 7     | 75,471  | 出走 |
| 7位      | ワグネリアン       | 牡3  | 23,152 | 5     | 48,578 | 6     | 68,049  | 回避 |
| 8位      | ミッキーロケット   | 牡5  | 17,392 | 8     | 40,118 | 8     | 59,595  | 出走 |
| 9位      | シュヴァルグラン   | 牡6  | 15,436 | 10    | 36,126 | 10    | 55,206  | 出走 |
| 10位     | エポカドーロ       | 牡3  | 16,901 | 9     | 37,491 | 9     | 53,492  | 回避 |
| 11位     | アルアイン         | 牡4  | 11,913 | 12    | 30,395 | 11    | 45,529  | 回避 |
| 12位     | マカヒキ           | 牡5  | 11,563 | 15    | 28,626 | 12    | 43,588  | 出走 |
| 13位     | リスグラシュー     | 牝4  | 12,700 | 11    | 27,485 | 13    | 39,393  | 回避 |
| 14位     | モズカッチャン     | 牝4  | 11,839 | 13    | 26,081 | 15    | 38,548  | 出走 |
| 15位     | フィエールマン     | 牡3  | 11,813 | 14    | 26,664 | 14    | 37,699  | 回避 |
| 16位     | サトノクラウン     | 牡6  | 8,722  | 16    | 19,678 | 16    | 27,847  | 回避 |
| 17位     | エタリオウ         | 牡3  | 7,937  | 17    | 17,462 | 17    | 25,106  | 回避 |
| 18位     | クリンチャー       | 牡4  | 7,445  | 18    | 16,756 | 18    | 24,531  | 出走 |
| 19位     | ブラストワンピース | 牡3  | 6,063  | 19    | 14,000 | 19    | 21,335  | 出走 |
| 20位     | ディアドラ         | 牝4  | 5,016  | 20    | 11,052 | 20    | 15,726  | 回避 |

- 最終登録を行った馬のうち、最終順位21位以下で100位までに入った馬の順位[3]

| 最終順位 | 馬名               | 性齢 | 票数  | 出否 |
| -------- | ------------------ | ---- | ----- | ---- |
| 27位     | ミッキースワロー   | 牡4  | 8,684 | 出走 |
| 32位     | スマートレイアー   | 牝8  | 7,464 | 出走 |
| 38位     | サクラアンプルール | 牡7  | 5,497 | 出走 |
| 43位     | サウンズオブアース | 牡7  | 3,999 | 出走 |
| 44位     | パフォーマプロミス | 牡6  | 3,901 | 出走 |

- 最終登録を行った馬のうち、最終順位21位以下で100位までに入らなかった馬[3]

| 最終順位  | 馬名       | 性齢 | 票数 | 出否 |
| --------- | ---------- | ---- | ---- | ---- |
| 100位以下 | リッジマン | 牡5  |      | 出走 |

## レース施行前の状況

### 各競走の結果
| 施行日   | レース名                            | 着順 | 競走馬名           |
| -------- | ----------------------------------- | ---- | ------------------ |
| 04月29日 | 第157回天皇賞（春）（GI）           | 2着  | シュヴァルグラン   |
| 04月29日 | 第157回天皇賞（春）（GI）           | 3着  | クリンチャー       |
| 06月24日 | 第59回宝塚記念（GI）                | 1着  | ミッキーロケット   |
| 08月19日 | 第54回札幌記念（GII）               | 2着  | マカヒキ           |
| 08月19日 | 第54回札幌記念（GII）               | 3着  | モズカッチャン     |
| 09月23日 | 第64回オールカマー（GII）           | 1着  | レイデオロ         |
| 10月08日 | 第53回京都大賞典（GII）             | 1着  | サトノダイヤモンド |
| 10月28日 | 第158回天皇賞（秋）（GI）           | 1着  | レイデオロ         |
| 10月28日 | 第158回天皇賞（秋）（GI）           | 3着  | キセキ             |
| 11月03日 | 南武特別(1000万下）                 | 1着  | オジュウチョウサン |
| 11月04日 | 第56回アルゼンチン共和国杯（GII）   | 1着  | パフォーマプロミス |
| 11月11日 | 第43回エリザベス女王杯（GI）        | 3着  | モズカッチャン     |
| 11月25日 | 第38回ジャパンカップ（GI）          | 2着  | キセキ             |
| 12月01日 | 第52回ステイヤーズステークス（GII） | 1着  | リッジマン         |

### 施行直前の状況
牝馬三冠を制した後、ジャパンカップを2400mの世界レコードで優勝したアーモンドアイが参戦しない中、アーモンドアイとの対戦がなく、オールカマー・天皇賞(秋)と2連勝中のレイデオロがファン投票1位、単勝オッズでも1番人気に推され、2.2倍というオッズが付いた。続く2番人気には、天皇賞(秋)で3着、世界レコード決着のジャパンカップでアーモンドアイと0.3差の2着に入ったキセキ、高いポテンシャルを評価されながら、クラシックの舞台では実力を発揮することが出来なかった3歳馬ブラストワンピース、2017年エリザベス女王杯の勝ち馬モズカッチャンらが人気の中心。その他、2016年の菊花賞、有馬記念を制し、このレースが引退レースとなるサトノダイヤモンド、同距離のアルゼンチン共和国杯を制したパフォーマプロミス、同年の宝塚記念の勝ち馬ミッキーロケット、前年のジャパンカップを制したシュヴァルグランなどGI勝ち馬7頭、重賞勝ち馬14頭が集結し、フルゲート16頭で行われた。
しかしながら、一般大衆の注目はJ・GI5勝の障害界のスターホースであり、平地転向後条件戦2連勝中のオジュウチョウサン一点に注がれており、平地競走では1000万下(現在の2勝クラス)の身ながら単勝オッズでは9.2倍の5番人気に支持された。オジュウチョウサンは2018年4月14日の中山グランドジャンプで重賞9連勝を達成し、これまでテイエムオペラオーが記録していた「JRA最多重賞連勝記録」（8連勝）を18年ぶりに更新した。オーナー・長山尚義の「オジュウチョウサンを種牡馬に」「武豊騎乗で有馬記念に出走」という夢・意向もあり、同馬は7月から平地競走に復帰。500万下、1000万下を武の騎乗で勝利して有馬記念へ臨んだ。レース前後にはテレビや競馬誌、新聞紙上でオジュウチョウサンの特集、特別番組が組まれるなど、関心の高さを示していた。
レース当日は、雨が降り、馬場状態は稍重でグランプリを迎えた。

## 出走馬と枠順
2018年12月23日　第5回中山競馬第8日目　第11競走
天気：曇、馬場状態：稍重、発走時刻：15時25分
負担重量は4歳以上牡馬・セン馬57kg、4歳以上牝馬及び3歳牡馬55kg
枠順は公開抽選会として、BSフジで生中継で行われて決められた。
| 枠番 | 馬番 | 競走馬名           | 性齢 | 斤量 | 騎手         | 調教師     | オッズ（人気） | ファン投票 |
| ---- | ---- | ------------------ | ---- | ---- | ------------ | ---------- | -------------- | ---------- |
| 1    | 1    | オジュウチョウサン | 牡7  | 57   | 武豊         | 和田正一郎 | 9.2（5人）     | 3位        |
| 1    | 2    | クリンチャー       | 牡4  | 57   | 福永祐一     | 宮本博     | 32.2（11人）   | 18位       |
| 2    | 3    | モズカッチャン     | 牝4  | 55   | M.デムーロ   | 鮫島一歩   | 9.1（4人）     | 14位       |
| 2    | 4    | マカヒキ           | 牡5  | 57   | 岩田康誠     | 友道康夫   | 42.5（12人）   | 12位       |
| 3    | 5    | パフォーマプロミス | 牡6  | 57   | C.デムーロ   | 藤原英昭   | 20.6（7人）    | 44位       |
| 3    | 6    | サトノダイヤモンド | 牡5  | 57   | B.アヴドゥラ | 池江泰寿   | 18.1（6人）    | 5位        |
| 4    | 7    | サウンズオブアース | 牡7  | 57   | 藤岡佑介     | 藤岡健一   | 144.2（14人）  | 43位       |
| 4    | 8    | ブラストワンピース | 牡3  | 55   | 池添謙一     | 大竹正博   | 8.9（3人）     | 19位       |
| 5    | 9    | リッジマン         | 牡5  | 57   | 蛯名正義     | 庄野靖志   | 117.2（13人）  | 100位以下  |
| 5    | 10   | ミッキースワロー   | 牡4  | 57   | 横山典弘     | 菊沢隆徳   | 28.8（10人）   | 27位       |
| 6    | 11   | ミッキーロケット   | 牡5  | 57   | O.マーフィー | 音無秀孝   | 22.5（8人）    | 8位        |
| 6    | 12   | レイデオロ         | 牡4  | 57   | C.ルメール   | 藤沢和雄   | 2.2（1人）     | 1位        |
| 7    | 13   | スマートレイアー   | 牝8  | 55   | 戸崎圭太     | 大久保龍志 | 196.6（16人）  | 32位       |
| 7    | 14   | キセキ             | 牡4  | 57   | 川田将雅     | 中竹和也   | 5.9（2人）     | 6位        |
| 8    | 15   | シュヴァルグラン   | 牡6  | 57   | H.ボウマン   | 友道康夫   | 22.7（9人）    | 9位        |
| 8    | 16   | サクラアンプルール | 牡7  | 57   | 田辺裕信     | 金成貴史   | 147.0（15人）  | 38位       |

## レース結果
ミッキースワローが立ち遅れて最後方からのスタート。最内の1番枠を利してオジュウチョウサンがハナを主張するも、秋古馬GI戦線で常に先手を取りレースを進めたキセキが1コーナー手前で先頭に立つ。直後にミッキーロケット、オジュウチョウサン、クリンチャーやモズカッチャンが付け、1番人気のレイデオロは中団後に控えた。
3コーナーから4コーナーへと向かう中で中団前に位置取ったブラストワンピースが早めに仕掛け、遅れて上がってきたレイデオロの追撃をクビ差振り切り1着入線を果たした。タイムは2分32秒2（稍重）。3歳馬の有馬記念制覇は史上19頭目、鞍上の池添はドリームジャーニー（2009年）、オルフェーヴル（2011・2013年）以来4度目の有馬記念制覇。
さらに1馬身1/4差遅れた3着に中団追走から脚を伸ばしたシュヴァルグランが外枠からの競馬ながら力を示した。なお、オジュウチョウサンは直線半ばまで踏ん張っての9着に終わった。

### レース着順
| 着順 | 馬番 | 競走馬名           | タイム | 着差     | 上がり3ハロン |
| ---- | ---- | ------------------ | ------ | -------- | ------------- |
| 1    | 8    | ブラストワンピース | 2:32.2 |          | 35.7          |
| 2    | 12   | レイデオロ         | 2:32.2 | クビ     | 35.4          |
| 3    | 15   | シュヴァルグラン   | 2:32.4 | 1馬身1/4 | 35.5          |
| 4    | 11   | ミッキーロケット   | 2:32.7 | 1馬身1/2 | 36.6          |
| 5    | 14   | キセキ             | 2:32.8 | 3/4馬身  | 37.5          |
| 6    | 6    | サトノダイヤモンド | 2:32.8 | クビ     | 36.2          |
| 7    | 16   | サクラアンプルール | 2:32.9 | クビ     | 35.6          |
| 8    | 3    | モズカッチャン     | 2:33.0 | 3/4馬身  | 36.7          |
| 9    | 1    | オジュウチョウサン | 2:33.0 | アタマ   | 36.9          |
| 10   | 4    | マカヒキ           | 2:33.0 | アタマ   | 36.3          |
| 11   | 10   | ミッキースワロー   | 2:33.1 | 1/2馬身  | 35.4          |
| 12   | 9    | リッジマン         | 2:33.4 | 2馬身    | 36.1          |
| 13   | 13   | スマートレイアー   | 2:33.5 | クビ     | 36.4          |
| 14   | 5    | パフォーマプロミス | 2:33.7 | 1馬身1/4 | 36.7          |
| 15   | 2    | クリンチャー       | 2:33.8 | 1/2馬身  | 37.5          |
| 16   | 7    | サウンズオブアース | 2:34.5 | 4馬身    | 38.2          |

### データ
| 1000m通過タイム | 60.8秒（キセキ）     |
| 上がり4ハロン   | 48.7秒               |
| 上がり3ハロン   | 36.9秒               |
| 上がり最速      | 35.4秒（レイデオロ） |

### 払戻
| 単勝   | 8           | 890円    |
| 複勝   | 8           | 270円    |
| 複勝   | 12          | 130円    |
| 複勝   | 15          | 370円    |
| 枠連   | 4 - 6       | 970円    |
| 馬連   | 8 - 12      | 940円    |
| 馬単   | 8 - 12      | 2,400円  |
| 3連複  | 8 - 12 - 15 | 4910円   |
| 3連単  | 8 - 12 - 15 | 25,340円 |
| ワイド | 8 - 12      | 460円    |
| ワイド | 8 - 15      | 2,560円  |
| ワイド | 12 - 15     | 690円    |

## エピソード
- 3歳馬による有馬記念勝利は、2016年のサトノダイヤモンド以来。
- 勝ちタイム2:32.2は、良馬場以外での有馬記念最速記録となっている[5]
- 池添謙一騎手は、2013年のオルフェーヴル以来の有馬記念4勝目（2009年ドリームジャーニー、2011年・2013年オルフェーヴル、2018年ブラストワンピース）。GI勝利はレーヌミノルで制した前年の桜花賞以来となる通算24勝目。重賞は79勝目、中央競馬では通算1114勝目。
- 大竹正博調教師は有馬記念初勝利。
- ブラストワンピースはGI初勝利。重賞3勝目（2018年毎日杯、新潟記念、有馬記念）を飾った。

## テレビ・ラジオ中継
本レースのテレビ・ラジオ放送の実況担当者
- 日本放送協会（NHK）[6]
  - 実況：大坂敏久（NHKグローバルメディアサービス出向）
  - パドック実況：福澤浩行（協会本部 放送総局アナウンス室・エグゼクティブ職）
  - 番組司会：藤井康生（協会本部 放送総局アナウンス室 嘱託局員）
  - リポーター：真野淑實
  - 解説：鈴木康弘（日本調教師会 名誉会長）
- ラジオNIKKEI：小林雅巳（2年連続6回目）
- フジテレビ
  - 実況：青嶋達也（アナウンス室副部長、2年連続4回目）
  - 解説：松本ヒロシ（競馬エイト・トラックマン）、岡部幸雄（JRA裁定委員会外部委員）
  - ゲート前リポーター：酒主義久
  - 勝利ジョッキーインタビュー：福原直英
- ニッポン放送：清水久嗣（フリー契約）
- 文化放送：長谷川太
- TBSラジオ：藤森祥平
- ラジオ日本：細渕武揚
- 毎日放送（MBS）：仙田和吉